# (74173) 1998 RL8
(74173) 1998 RL8 – planetoida z pasa głównego asteroid okrążająca Słońce w ciągu 4,4 lat w średniej odległości 2,68 j.a. Odkryta 12 września 1998 roku.